# Hibana tenuis
Hibana tenuis là một loài nhện trong họ Anyphaenidae.
Loài này thuộc chi Hibana. Hibana tenuis được Ludwig Carl Christian Koch miêu tả năm 1866.